# اکلاهما!
اوکلاهما! (انگلیسی: Oklahoma!) یک تئاتر موزیکال بر اساس نمایش‌نامه‌ی Green Grow the Lilacs اثر لین ریگز است.